# George Manville Fenn
George Manville Fenn (3. ledna 1831 Pimlico, Londýn – 26. srpna 1909 Isleworth, Hounslow) byl anglický romanopisec, novinář, redaktor a pedagog.

## Životopis
George Manville se narodil jako třetí dítě a nejstarší syn komorníka Charlese Fenna a Ann roz. Hadley, byl z velké části samouk, který se učil francouzsky, německy a italsky. Po studiu na Battersea Training College pro učitele (1851–1854) se stal ředitelem národní školy v Alfordu v Lincolnshiru.
Fenn později pracoval jako tiskař, redaktor a vydavatel krátkodobých periodik. V roce 1864 upoutal pozornost Charlese Dickense a dalších autorů náčrtem k románu All the Year Round. Přispíval do Chambers's Journal a do časopisu Once a Week. V roce 1866 napsal sérii článků o životě dělnické třídy pro noviny The Star. Články byly sebrané a znovu publikované ve čtyřech svazcích a podobná série vyšla ve Weekly Times.
Jeho první příběh pro chlapce Hollowdell Grange byl vydaný v roce 1867. Následovala řada dalších románů pro mládež a dospělé. Například Star-Gazers (1894) byl třídílný „astronomický román“ pro dospělé.  Poté, co se Fenn stal v roce 1870 redaktorem Cassell's Magazine, koupil časopis Once a Week a upravoval jej až do jeho uzavření v roce 1879. Psal také pro divadlo. Byl autorem mnoha historických románů, včetně Crown and Sceptre: A West-Country Story (1889) o anglické občanské válce, Ned Ledger (1899), se zaměřením na námořní boj během války o rakouské dědictví, The King's Sons (1901) o králi Alfredovi a Marcus, the Young Centurion (1904), o Juliu Caesarovi.
Fenn s rodinou žil v Syon Lodge v Isleworthu v hrabství Middlesex, kde si vybudoval knihovnu s 25 000 svazky a věnoval se výrobě dalekohledů. Jeho poslední knihou byl životopis spisovatele chlapeckých povídek George Alfreda Hentyho.

### Rodina
Jeho sourozenci byli: Louisa Crow (1826–1895), Emily (1828), James (1833–1879) a Henry (1839–1890). V roce 1855 se George Manville Fenn oženil se Susannou Leake (1837); měli čtyři syny (Charles 1860, John 1861, Frederick 1868, Clive 1870) a sedm dcer (Alice 1857, Annie Cockerell 1858, Louisa Day 1863, Minny 1864, Kate 1866, Eva Haines 1873, Winifred 1875).[zdroj⁠?!] Zemřel ve svém domě 26. srpna 1909.

## Dílo

### Romány
| Cabby (1864)                                                          | Cormorant Crag (1890)                                           | A Woman Worth Winning (1898)                      |
| Hollowdell Grange (1866)                                              | Will of the Mill (1890)                                         | Draw Swords! (1898)                               |
| Webs in the Way (1867)                                                | The Adventures of Don Lavington (1890)                          | Our Soldier Boy (1898)                            |
| Bent, Not Broken (3 vols, 1867)                                       | Cutlass and Cudgel (1890)                                       | Jungle and Stream (1898)                          |
| Mad (1868)                                                            | Mass' George (1890)                                             | Nic Revel (1898)                                  |
| By Birth a Lady (1871)                                                | Charge! (1890)                                                  | In the Mahdi's Grasp (1899)                       |
| The Sapphire Cross (1871)                                             | Lady Maude's Mania (1890)                                       | King O' the Beach (1899)                          |
| Thereby Hangs a Tale (1876)                                           | The Mynns' Mystery (1890)                                       | The Vibart Affair (1899)                          |
| A Little World (1877, reprinted 1882 as Poverty Corner: A City Story) | A Double Knot (1890)                                            | A Crimson Crime (1899)                            |
| The Chemist, 64-page story for March issue of Once a Week             | A Fluttered Dovecote (1890)                                     | Ned Ledger (1899)                                 |
| Pretty Polly (3 vols, 1878)                                           | The New Mistress (1891)                                         | Fix Bay'nets! (1899)                              |
| The Parson o' Dumford (1879)                                          | Mahme Nousie (1891)                                             | Young Robin Hood (1899)                           |
| The Clerk of Portwick (1880)                                          | The Crystal Hunters (1891)                                      | King Robert's Page (1900)                         |
| Bunyip Land (1880)                                                    | Burr Junior (1891)                                              | Uncle Bart (1900)                                 |
| Off to the Wilds (1880)                                               | The Rajah of Dah (1891)                                         | The Ocean Waif (1900)                             |
| Devon Boys (1880)                                                     | To the West (1891)                                              | A Young Hero (1900)                               |
| The Vicar's People (1881)                                             | Syd Belton (1891)                                               | Old Gold (1900)                                   |
| Eli's Children (1882)                                                 | The Weathercock (1892)                                          | The King's Sons (1900)                            |
| Dutch the Diver (1883)                                                | The Dingo Boys (1892)                                           | The Lost Middy (1900)                             |
| Middy and Ensign (1883)                                               | Gil the Gunner (1892)                                           | The Powder Monkey (1900)                          |
| Nat the Naturalist (1883)                                             | King of the Castle (1892)                                       | A Dash From Diamond City (1901)                   |
| Son Philip (1883)                                                     | The Grand Chaco (1892)                                          | The Kopje Garrison (1901)                         |
| The Silver Cañon (1884)                                               | Witness to the Deed (1893)                                      | The Cankerworm (1901)                             |
| The Golden Magnet (1884)                                              | A Sylvan Courtship (1893)                                       | Pulabad (1901)                                    |
| Sweet Mace (1884)                                                     | Nurse Elisia (1893)                                             | Something Like a Snake (1901)                     |
| The Rosery Folk (1884)                                                | Sail-Ho! (1893)                                                 | Running Amok (1901)                               |
| Through Forest and Stream: The Quest of the Quetzal (1884)            | Steve Young (1893)                                              | Ching, the Chinaman, and His Middy Friends (1901) |
| The Dark House (1885)                                                 | The Black Bar (1893)                                            | Coastguard Jack (1902)                            |
| Morgan's Horror (1885)                                                | Blue Jackets: The Log of the Teaser (1893)                      | The Peril Finders (1902)                          |
| Eve At the Wheel (1885)                                               | A Life's Eclipse (1894)                                         | Black Shadows (1902)                              |
| Menhardoc (1885)                                                      | First In the Field (1894)                                       | Stan Lynn (1902)                                  |
| Dick o' the Fens (1885)                                               | Fire Island (1894)                                              | The King's Esquires (1903)                        |
| A Terrible Coward (1885)                                              | The Star-Gazers (1894)                                          | Walsh the Wonder-Worker (1903)                    |
| The New Forest Spy: a Tale of a Lost Cause (1885)                     | The White Virgin (1894)                                         | It Came to Pass (1903)                            |
| Patience Wins (1886)                                                  | Real Gold (1894)                                                | Fitz the Filibuster (1903)                        |
| Brownsmith's Boy (1886)                                               | The Vast Abyss (1894)                                           | Coming Home to Roost (1904)                       |
| The Master of the Ceremonies (1886)                                   | The Tiger Lily (1894)                                           | Blind Policy (1904)                               |
| The Chaplain's Craze (1886)                                           | In an Alpine Valley (1894)                                      | The Ocean Cat's Paw (1904)                        |
| Double Cunning (1886)                                                 | An Electric Spark (1895)                                        | Rob Harlow's Adventures (1904)                    |
| The Bag of Diamonds (1887)                                            | The Queen's Scarlet (1895)                                      | Glyn Severn's School-days (1904)                  |
| One Maid's Mischief (1887)                                            | Planter Jack (1895)                                             | Marcus, the Young Centurion (1904)                |
| This Man's Wife (1887)                                                | In Honour's Cause (1896)                                        | To Win or to Die (1904)                           |
| Yussuf the Guide (1887)                                               | The Black Tor (1896)                                            | Trapper Dan (1905)                                |
| Quicksilver (1888)                                                    | Sappers and Miners (1896)                                       | Nephew Jack (1905)                                |
| Mother Carey's Chicken (1888)                                         | Jack At Sea; or All Work and No Play Made Him a Dull Boy (1896) | So Like a Woman (1905)                            |
| The Man With a Shadow (1888)                                          | Cursed By a Fortune (1896)                                      | Shoulder Arms! (1905)                             |
| The Story of Antony Grace, or, Some Stained Pages (1887)              | The Case of Ailsa Gray (1896)                                   | Hunting the Skipper (1906)                        |
| Commodore Junk (1888)                                                 | Smith's Weakness (1896)                                         | Dead Man's Land (1906)                            |
| Of High Descent (1889)                                                | Captain Jack (1896)                                             | Aynsley's Case (1906)                             |
| The Lass That Loved a Soldier (1889)                                  | Roy Royland (1896)                                              | Happy Playmates (1906)                            |
| Three People's Secret (1889)                                          | Frank and Saxon (1897)                                          | 'Tention! (1906)                                  |
| Crown and Sceptre: A West Country Story (c. 1889)                     | The Little Skipper (1897)                                       | Trapped By Malays (1907)                          |
| Three Boys, or The Chiefs of the Clan Mackhai (1889)                  | Vince the Rebel (1897)                                          | The Country Squire (1907)                         |
| In the King's Name (1890)                                             | The Silver Salvors (1898)                                       |                                                   |

### Povídky
- Begumbagh (1879)
- Adventures of Working Men (1881)
- In Jeopardy (1889)
- Sawed Off (1891)
- Princess Fedor's Pledge (1891)
- Tales of Peril and Heroism (1898)
- Two Rough Stones, and A Bad Day's Fishing (1902)
- A Meeting Of Greeks and the Tug Of War (1902)
- Brave and True, and Other Stories (1902)
- The Traitor's Gait [sic] (1906)

### Hry (spolu s Jamesem Henrym Darnleym)
- The Balloon (1899)
- The Barrister (1899)

### Životopisy
- Memoir of B. F. Stevens (1903)
- George Alfred Henty (1907)

### Anthologie
- The World of Wit and Humour' (1871)
- A Book of Fair Women (1872)

### Další díla
- Featherland (1866)
- Original Penny Readings (1866)
- Christmas Penny Readings (1867)
- Midnight Webs (1872)
- The Blue Dragoons (1875)
- Friends I Have Made (1881)
- My Patients (1883)
- In the Wilds of New Mexico (1888)
- Diamond Dyke (1895)
- High Play (1897)
- The Khedive's Country (1904)
- Little People's Book of Wild Animals (1905)

## Česká vydání
- Zlomená srdce – úvod František Sekanina, přeložil Jan Mrazík; in: 1000 nejkrásnějších novel... č. 82. Praha: J. R. Vilímek, 1915